# Edge of Saturday Night
Edge of Saturday Night è un singolo di The Blessed Madonna con la partecipazione della cantante Kylie Minogue, pubblicato il 14 agosto 2024 come estratto dall'album in studio Godspeed.

## Descrizione
Il brano, scritto da The Blessed Madonna con Minogue, Raye e Janée Bennett, è stato descritto nel suo significato dall'artista:

## Video musicale
Il video musicale del brano, è stato pubblicato il 23 agosto 2024, diretto da Sophie Muller.

## Tracce
Testi e musiche di Kylie Minogue, Janée Bennett, Marea Stamper, Rachel Agatha Keen.
1. Edge of Saturday Night (feat. Kylie Minogue) – 3:27

## Classifiche
| Classifica (2024) | Posizione massima |
| ----------------- | ----------------- |
| Regno Unito       | 17                |